# Itumbiara explanata
Itumbiara explanata är en skalbaggsart som först beskrevs av Bates 1885. Itumbiara explanata ingår i släktet Itumbiara och familjen långhorningar.
Artens utbredningsområde är Panama. Inga underarter finns listade i Catalogue of Life.